# バグダード国際空港攻撃事件 (2020年)
バグダード国際空港攻撃事件（バグダードこくさいくうこうこうげきじけん）は、2020年1月3日にイラクのバグダード国際空港にて発生した武力による攻撃事件。イランのイスラム革命防衛隊のガーセム・ソレイマーニー司令官ら10人が死亡。
アメリカ合衆国が国外で要人を暗殺し、その実施状況を公表する事件としては、ウサーマ・ビン・ラーディンの殺害、アブー・バクル・アル＝バグダーディーの殺害、アイマン・ザワーヒリーの殺害など複数例がある。

## 背景
2019年12月27日、キルクーク近郊のイラク軍基地を武装勢力がロケット弾で攻撃。アメリカの民間人1人が死亡、アメリカ兵4人とイラク治安部隊2人が負傷した。アメリカ側は、この攻撃をヒズブッラー旅団（كتائب حزب الله, 転写：Katāʾib Ḥizb Allāh, カターイブ・ヒズブッラー、一般的英字表記：Kata'ib Hezbollah、公式サイトバナー内英字表記：Kataib Hizbollah）によるものとして非難。ヒズブッラー旅団の拠点5カ所についてF-15で報復爆撃を行った。
2019年12月31日、アメリカ軍の攻撃を非難するシーア派の団体構成員らは、バグダード市内で数千人の抗議活動を展開。一部はアメリカ大使館前に集結して放火、侵入を試みるなどして暴徒化。大使館側の応戦などにより60人が負傷した。
マーク・エスパー国防長官は、これら攻撃の応酬をめぐりイラン（および影響下にあるヒズボラ）との関係は「一変した」と明言。場合によっては、イランへの先制攻撃もありうることを警告した。

## 攻撃
2020年1月3日、バグダード国際空港の貨物置場付近にてイスラム教シーア派の武装勢力の連合体、人民動員隊の車列がロケット弾3発による攻撃を受ける。2台の車両が炎上し、同乗していたヒズブッラー旅団の最高指導者（AFPの報道では人民動員隊副司令官）とされるアブー・マフディー・アル＝ムハンディス(アラビア語: أبو مهدي المهندس、「技師アブー・マフディー」「エンジニア・アブー・マフディー」の意)とイラン革命防衛隊ゴドス部隊のガーセム・ソレイマーニー司令官が死亡した。アメリカ側は、無人攻撃機のMQ-9 リーパーを用いたとされる。ソレイマーニーは、レバノンもしくはシリアからバグダード国際空港に到着、車で移動を始めたところだった。

## 各国の動き・反応

### アメリカ
2020年1月3日、ドナルド・トランプ大統領は自らの指示でアメリカが攻撃を加えたことを発表。イスラム革命防衛隊の司令官について、「ソレイマーニーは、アメリカの外交官や軍人に対して邪悪な攻撃を画策していたが、われわれはその現場を押さえ殺害した」、「我々は昨夜、戦争を止める措置を取った。戦争を始める措置ではない」と説明。
2020年1月4日、イラク国内の緊張を受けて第82空挺師団の増派を決定。この決定により、アメリカ軍の中東への派遣規模は最大3500人に達する。
2020年1月4日、トランプ大統領は、Twitterでイランがアメリカ人やアメリカの施設を攻撃した場合は、攻撃を受けることになると警告。対象施設として52カ所に標的を定めていると明らかにした。52という数字は、1979年に発生した大使館人質事件のアメリカ人の人質と同じ数としている。
攻撃後、アメリカでは議会承認を経ない軍事行動であることについて問題提起がなされた。アメリカ合衆国憲法第2条では、大統領は差し迫った脅威に対して自衛する場合、議会の承認なしに軍事行動を起こすことができるとしているが、具体的な脅威について説明がなかったためである。2020年1月13日、ウィリアム・バー司法長官は、記者会見の中で「次にいつ、どこで次の攻撃があるかを正確に把握している必要はない」と述べ、作戦の目的が抑止戦略であったとしている。
2022年8月10日、アメリカはイラン革命防衛隊員を訴追したと発表。事件の報復として、トランプ政権で大統領補佐官を務めたジョン・ボルトンの暗殺を計画した疑い。

### イラン
革命防衛隊の最高司令官権限を持った最高指導者のアリー・ハーメネイーは、3日間の服喪とともに報復を宣言。モハンマド・ジャヴァード・ザリーフ外相は、アメリカの国際テロ行為は非常に危険でばかげたものとTwitter上で非難、「アメリカの冒険主義がもたらすあらゆる結果の責任を負う」と警告した。ヒズボラは、ソレイマーニー司令官殺害の責任を負う者に対する処罰は、世界中のすべてのレジスタンス戦士の任務との声明を発表した。
2020年1月4日、イラク国内の各地でソレイマーニーの葬儀が行われた後、遺体は翌1月5日にイランのアフワズ空港へ輸送。同日午後、イラン国内の葬儀が始まった。
1月8日、イスラム革命防衛隊は、事件への報復として在イラク米軍基地を弾道ミサイルで攻撃したほか、地対空ミサイル攻撃を行いウクライナ国際航空752便を誤って撃墜した。
6月29日、イランの検察当局はソレイマーニーに対する殺人とテロ行為の疑いでトランプ大統領など、米政府や米軍関係者ら計36人に対する逮捕状を取得したと明らかにした。
2021年1月1日、エブラーヒーム・ライースィー司法府代表は、テヘラン大学で行われたソレイマーニーの追悼行事に出席。改めて殺害に関与した者に「地球上に安息の地はない」と警告した。攻撃を命じた者はドナルド・トランプ大統領だろうと裁きを免れることはできないと訴え、未だに報復をあきらめていないことをアピールした。